# Puchar Interkontynentalny w piłce nożnej plażowej 2016
Puchar Interkontynentalny w piłce nożnej plażowej 2016 – szósta edycja międzynarodowego turnieju piłki plażowej. Zawody odbędą się w Dubaju na plaży Jumeirah w dniach 1-5 listopada.
Po raz pierwszy w historii w tym prestiżowym turnieju zagra reprezentacja Polski.

## Drużyny
| Drużyna                      | Miejsce |
| ---------------------------- | ------- |
| Brazylia                     | 1       |
| Egipt                        | 6       |
| Iran                         | 2       |
| Polska                       | 5       |
| Rosja                        | 3       |
| Stany Zjednoczone            | 8       |
| Tahiti                       | 4       |
| Zjednoczone Emiraty Arabskie | 7       |